# アントニー・ジーレ
アントニー・ジーレ（Anthony Syhre 、1995年3月18日 - ）は、ドイツ・ベルリン出身のプロサッカー選手。ハレシャーFC所属。ポジションは、ディフェンダー。

## クラブ経歴
2007年、ヘルタ・ベルリンの下部組織に入団。2012年、U-17チームから飛び級でリザーブチームに昇格。
リザーブチームでも高い評価を受け2013年のフリッツ・ヴァルター・メダルU-18部門で銅メダルを受賞した。しかし2014年3月25日のバイエルン・ミュンヘン戦でベンチ入りしたもののトップチームで出場することはついに無かった。
2015年7月、3. リーガのVfLオスナブリュックに2017年までの契約で加入。
2017年、ヴュルツブルガー・キッカーズに移籍した
。

## 代表歴
U-15世代からドイツ代表に選出されている。UEFA U-19欧州選手権2014ではメンバーの一人として優勝に貢献した。